# Xã Des Arc, Quận White, Arkansas
Xã Des Arc (tiếng Anh: Des Arc Township) là một xã thuộc quận White, tiểu bang Arkansas, Hoa Kỳ. Năm 2010, dân số của xã này là 951 người.